# Chlorophonia cyanea
Chlorophonia cyanea) là một loài chim màu sắc sặc sỡ trong họ Fringillidae; trước đây nó được đặt vào họ Thraupidae.

## Phân bố và môi trường sống
Loài này phân bố ở các khu rừng Đại Tây Dương ở phía đông nam Brasil, Paraguay phía đông và đông bắc Argentina, Andes từ Bolivia ở phía nam Venezuela ở phía bắc, Perijá và dãy núi Santa Marta, các dãy núi ven biển Venezuela, và Tepui.

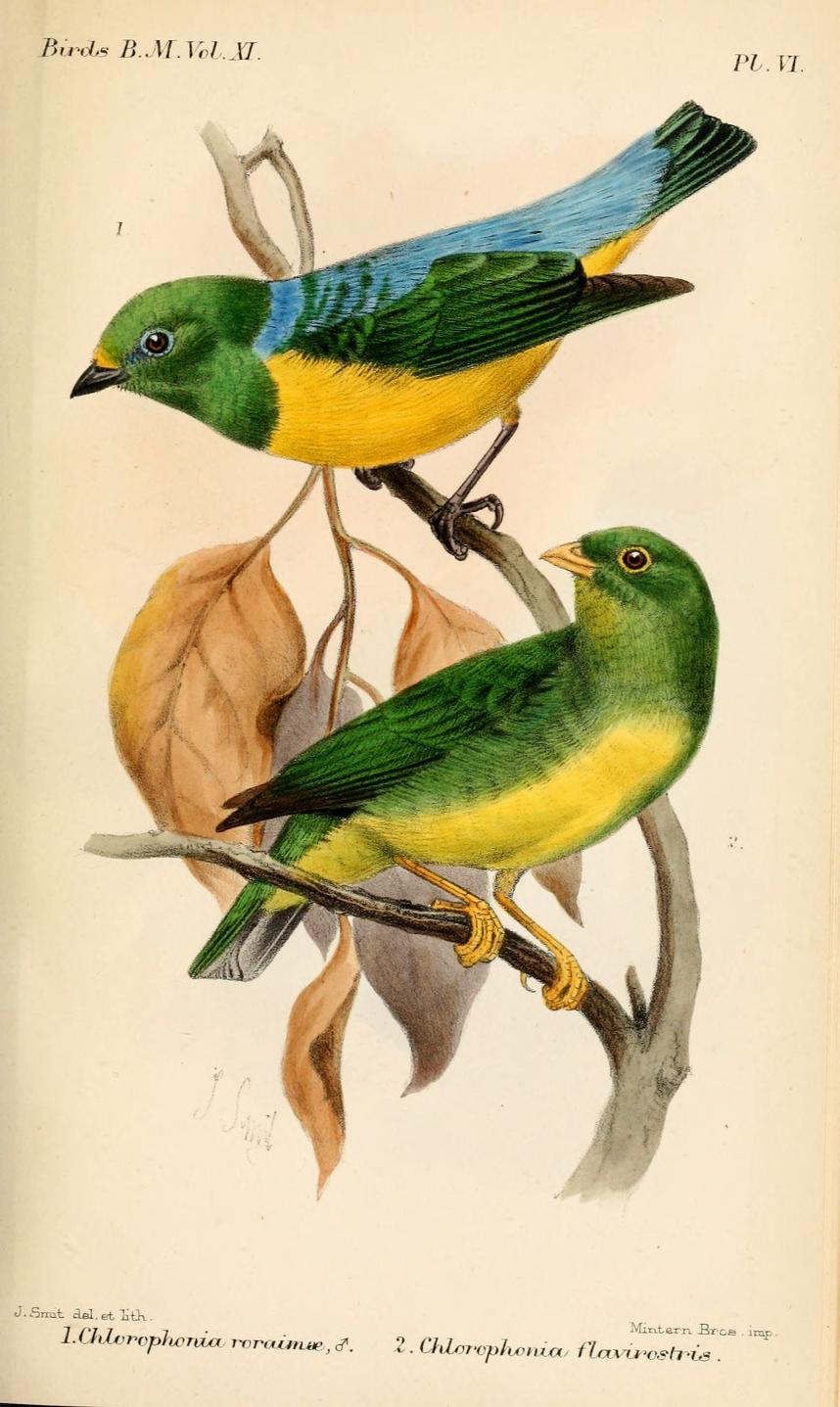
Con cái của phụ loài C. c. roraimae (top), minh họa bởi Joseph Smit, 1886

## Hình ảnh

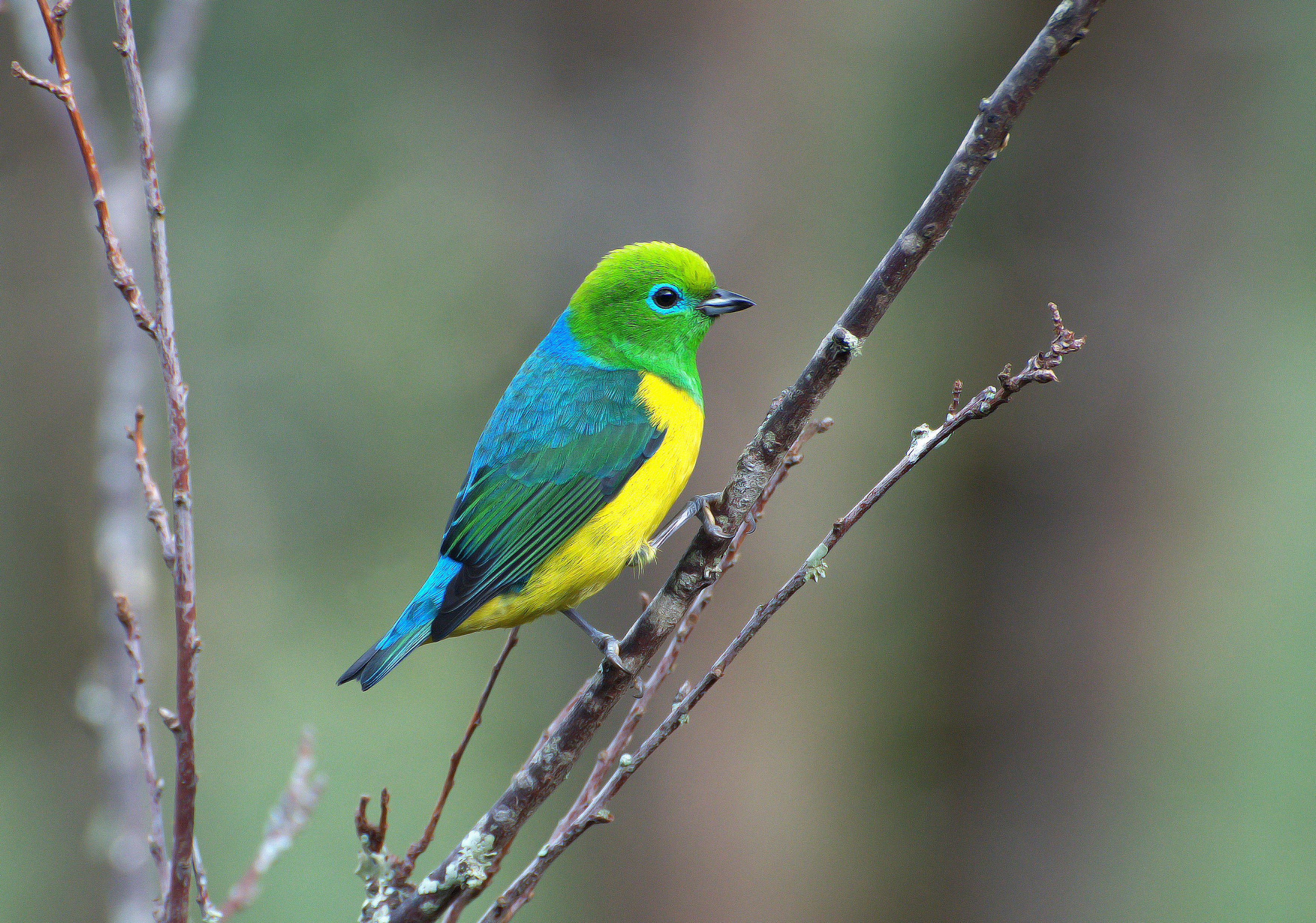
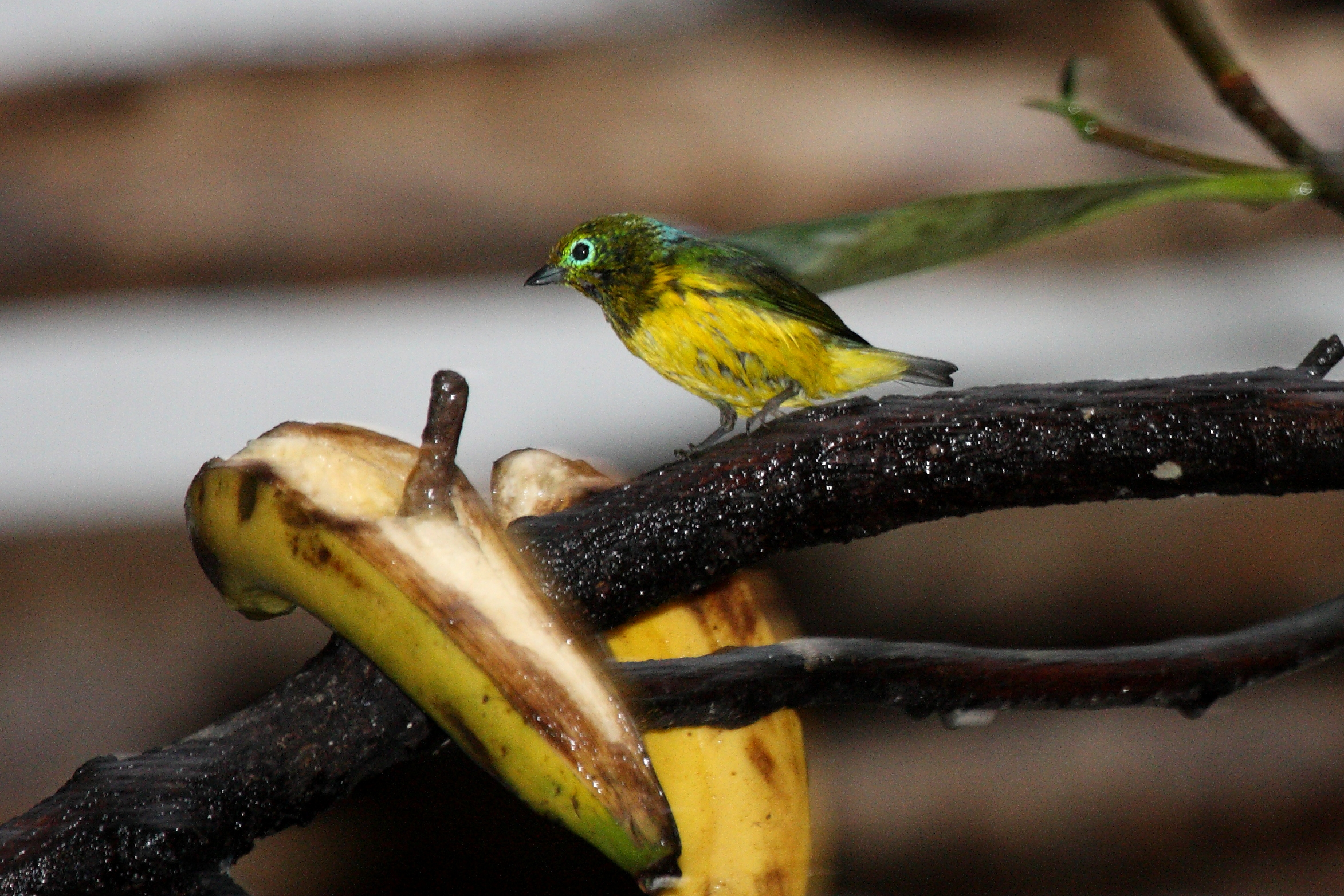
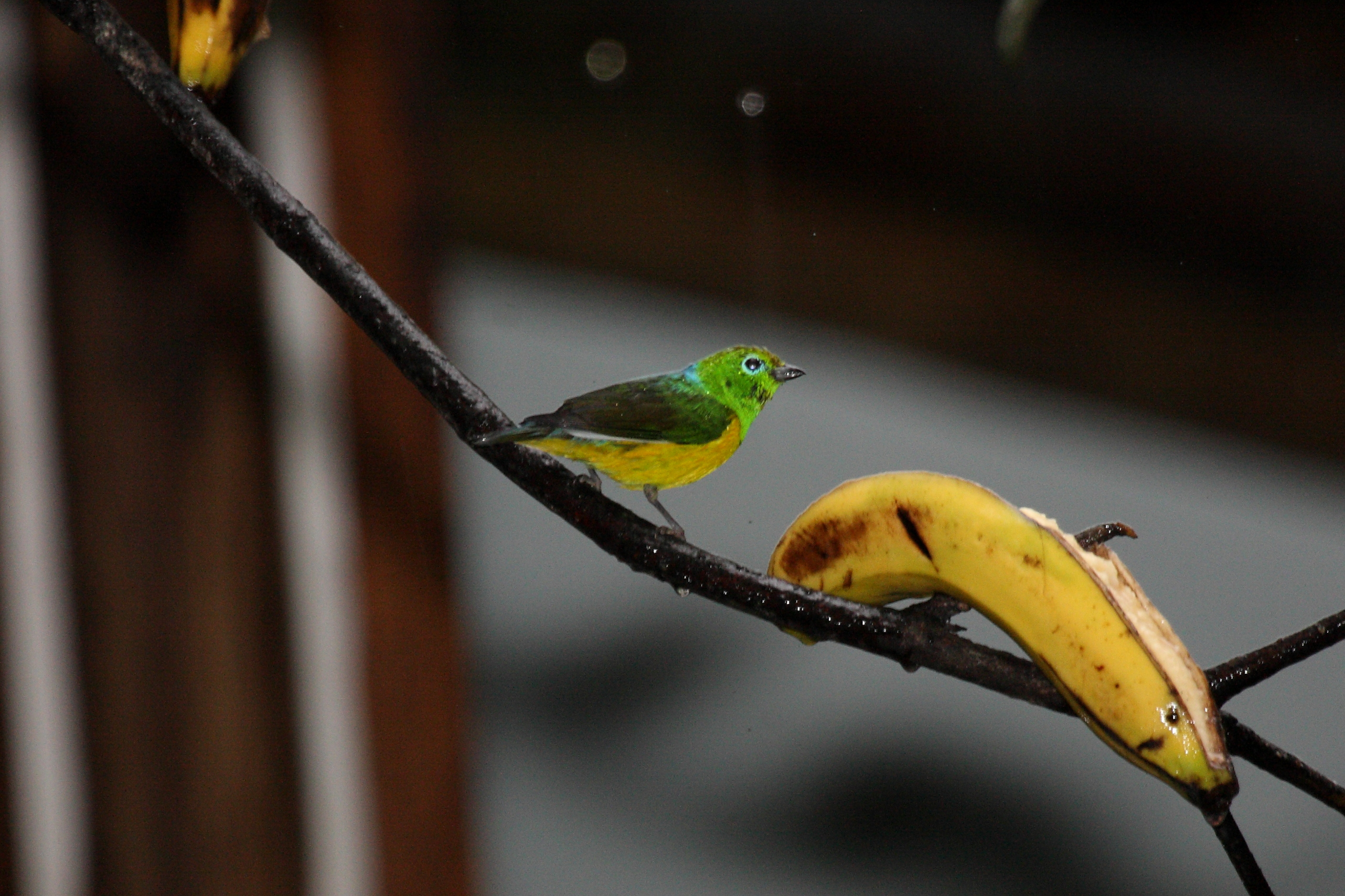
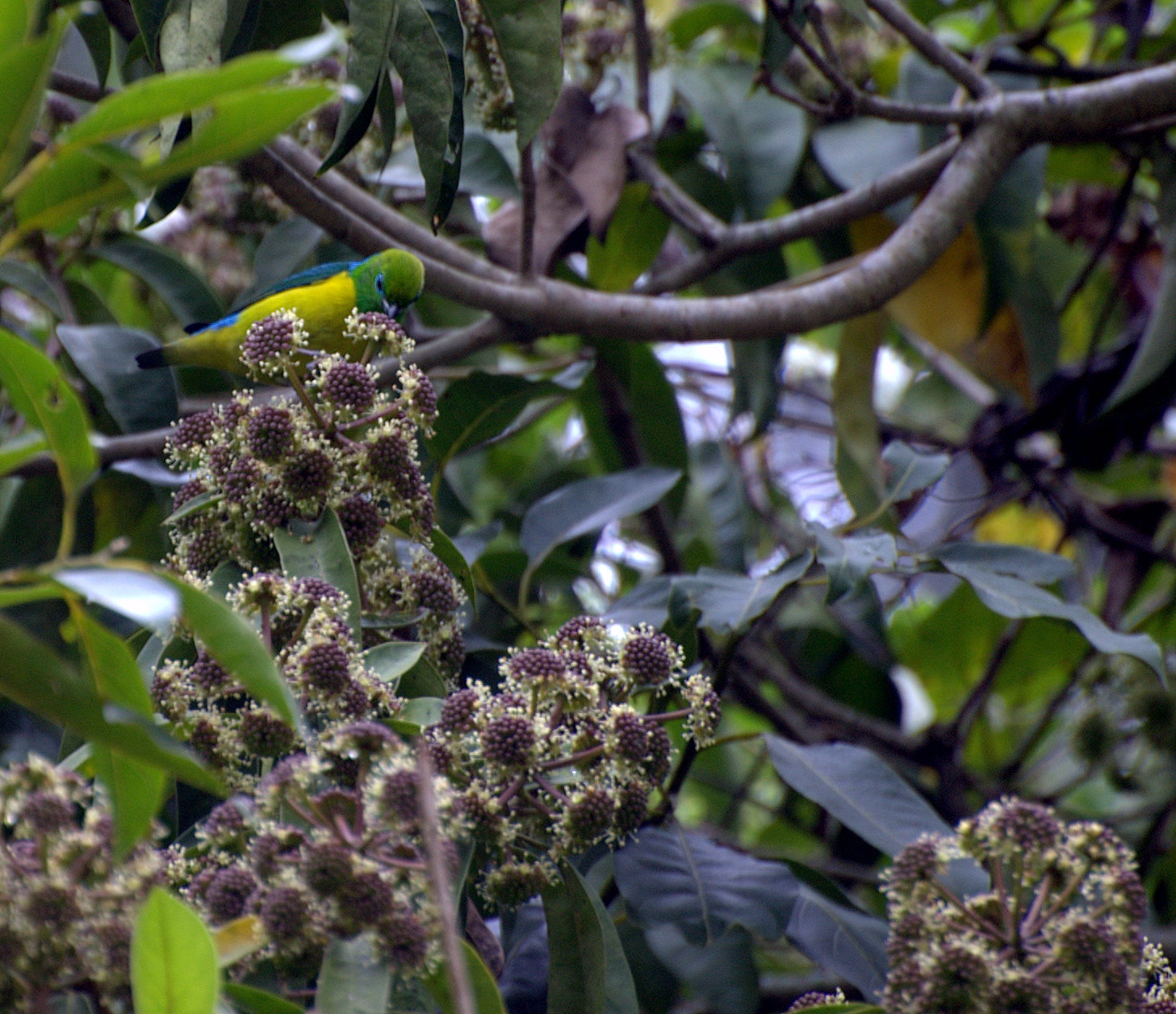